# PROBO BUS

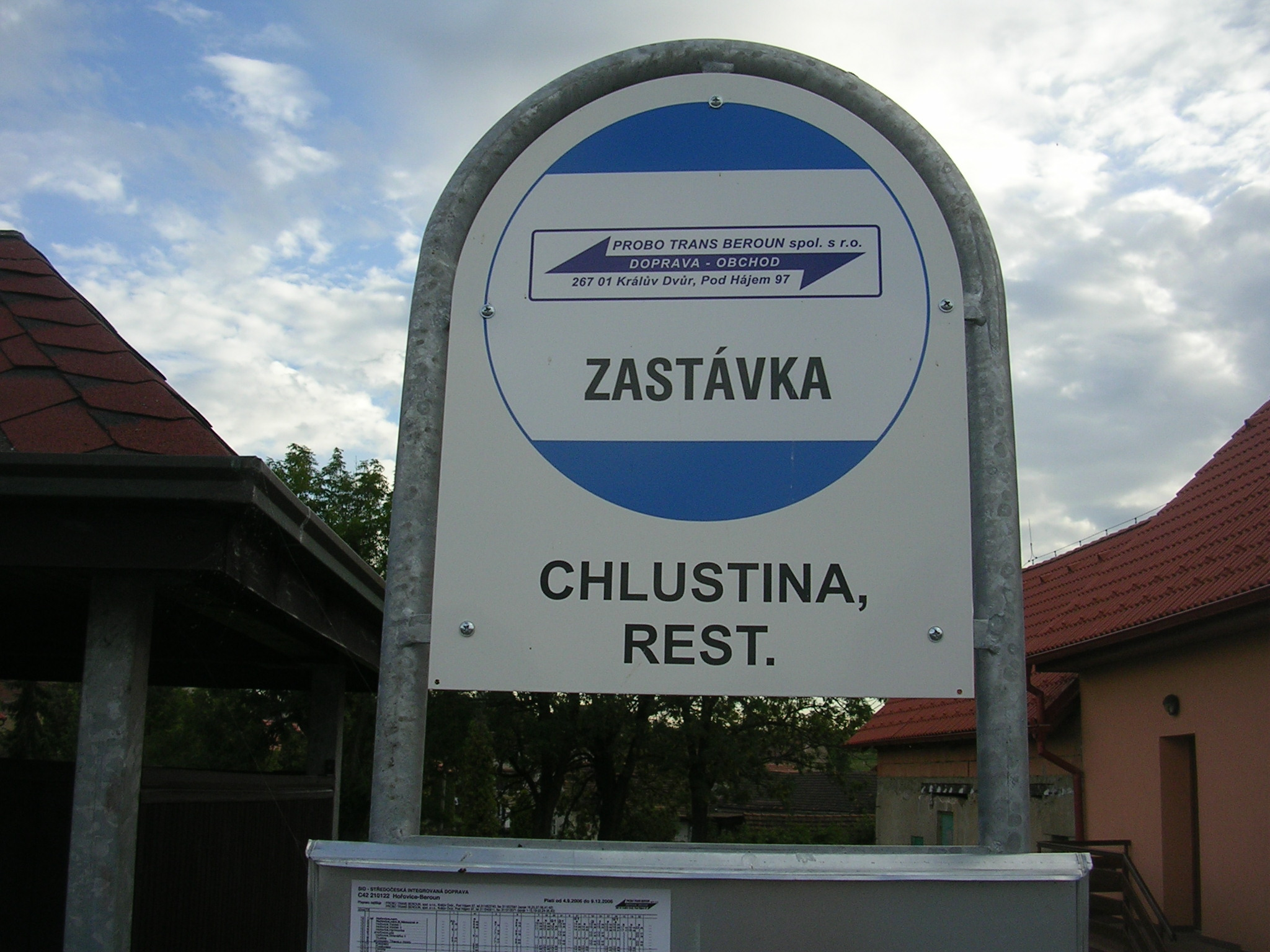
Dřívější typický zastávkový označník PROBO TRANS BEROUN s. r. o.

PROBO BUS a. s. byl autobusový dopravce se sídlem v Králově Dvoře v okrese Beroun a provozovnami Beroun (v Králově Dvoře), Hořovice a Praha. Byl dominantním regionálním autobusovým dopravcem v okrese Beroun s přesahem činnosti do sousedních krajů a okresů a významným dopravcem v dálkové autobusové dopravě zejména mezi Prahou a Šumavou. Byl zapojený do Pražské integrované dopravy, Středočeské integrované dopravy a Integrované dopravy Plzeňska. Navazoval na někdejší činnost dopravních závodů ČSAD č. 116 (Beroun), 117 (Hořovice) a 103 a 105 (Smíchov, Zlíchov). Název PROBO vznikl z počátečních písmen příjmení Zdeňka Procházky a Františka Borna, kteří v roce 1995 koupili hořovickou provozovnu ČSAD.
V jednom z prezentačních textů společnost počáteční písmena vysvětluje jako svůj slogan: P – pořádek, R – rychlost, O – ohleduplnost, B – bezpečnost, O – ochota. Od roku 2008 do roku 2013 byl dopravce součástí holandské dopravní skupiny Abellio patřící nizozemským drahám NedRailways. Předsedou představenstva a výkonným ředitelem byl Ing. František Neterda. Na přelomu listopadu a prosince 2013 českou pobočku Abellio včetně společnosti PROBO BUS koupila skupina DB a do jejího vedení byli dosazeni prokuristé společnosti ARRIVA holding Česká republika s.r.o.
K 1. červnu 2017 společnost zanikla sloučením do společnosti Arriva Střední Čechy s.r.o., současně bylo sídlo sloučené společnosti přeneseno do dosavadního sídla PROBO BUS v Králově Dvoře a dosavadní ředitel PROBO BUS Zdeněk Abraham byl jmenován ředitelem Arriva Střední Čechy s.r.o., zatímco dosavadní ředitel Arriva Střední Čechy Martin Bělovský byl jmenován ředitelem společnosti Arriva City (dříve Arriva Praha).

## Historie společností

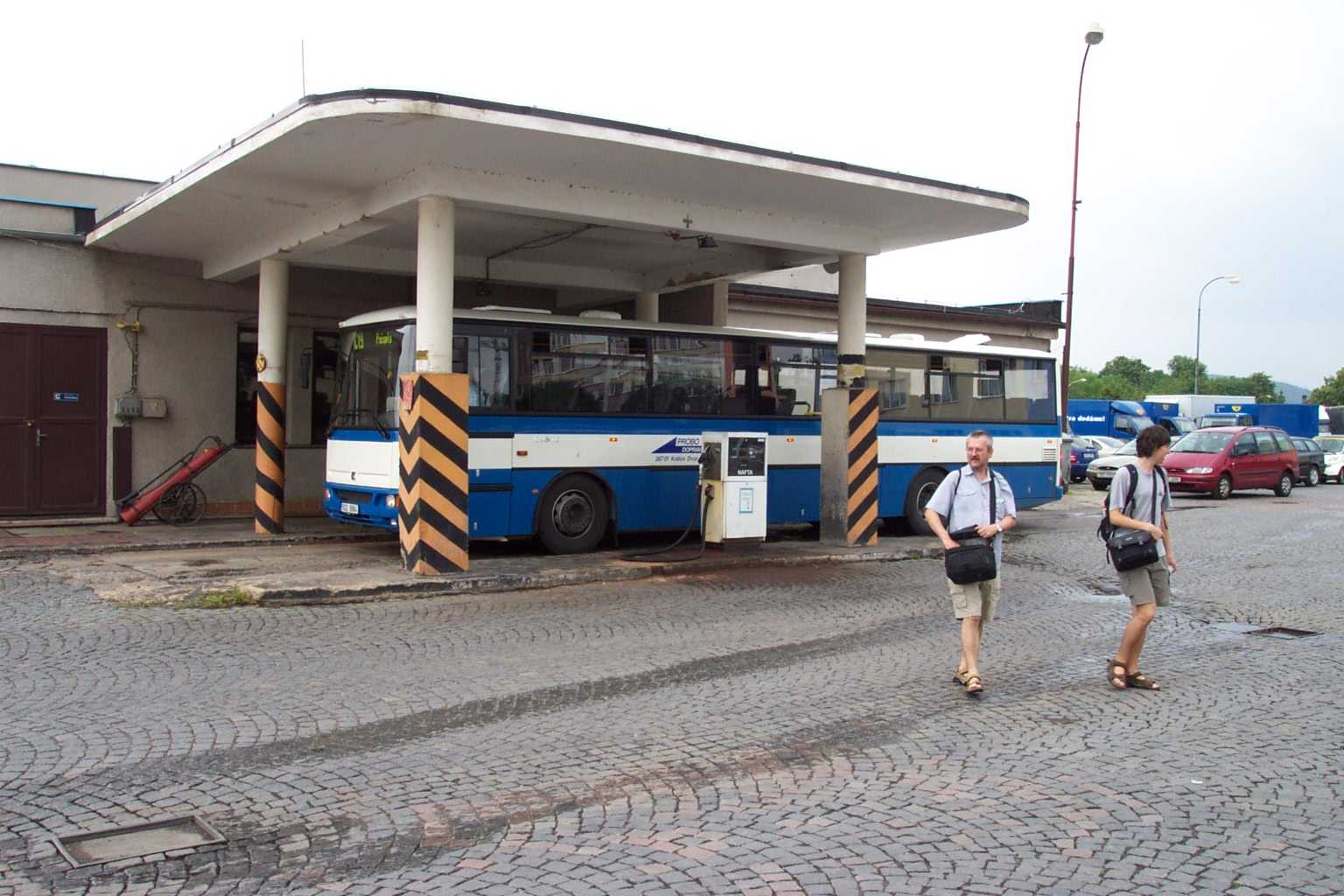
Autobus PROBO TRANS BEROUN v čerpací stanici v provozovně Beroun v Králově Dvoře

Skupina PROBO, vlastněná Zdeňkem Procházkou a Františkem Bornem (který záhy po akvizici zemřel), nejprve v roce 1995 vstoupila do společnosti ČSAD Hořovice, od roku 1996 pak zajišťovala dopravní obslužnost Hořovicka společně s Dobrovolným svazkem obcí Hořovicka.
Následně pak v roce 1999 koupila od Fondu národního majetku společnost ČSAD-Ingotrans Beroun, spol. s r.o. a poté oba podniky sloučila do společnosti PROBO TRANS BEROUN, spol. s r.o.
Společnost ČSAD Ingo-Trans Beroun, spol. s r.o. se sídlem v Králově Dvoře, zapsaná v obchodním rejstříku od 28. července 1992 do 24. listopadu 1999, od roku 1992 do prosince 1998 patřila společnosti Ingo-Trans, spol. s r.o. (Ingo-Trans s.r.o., INGO TRANS spol. s r.o.), od prosince 1998 do listopadu 1999 pak Fondu národního majetku ČR, od listopadu 1999 pak byla vlastněna společnosti PROBO GROUP a. s. a přejmenována na PROBO TRANS BEROUN, spol. s r.o., od listopadu 2007 byla vlastněna společnosti PROBO BUS a. s., s níž byla následně k 1. červnu 2009 sloučena a vymazána z rejstříku.
Hlavní činností PROBO TRANS BEROUN, spol. s r.o. byla autobusová doprava, kamionová doprava, opravy a údržba vozidel, obchodní činnost atd. Servisní činnosti a nákladní doprava byly přesunuty do společnosti PROBO SERVIS, spol. s r.o., vlastnictví a správa nemovitostí a související podnikání do společnosti PT REAL, spol. s r. o., takže v PROBO TRANS BEROUN zůstala hlavní činností jen autobusová doprava.
Část majetku z PROBO TRANS BEROUN, spol. s r.o. přešla v září 2007 do sesterské společnosti PT REAL, spol. s r. o., část majetku mateřské společnosti PROBO GROUP a. s. přešla v říjnu 2007 do PROBO REAL a. s.
Společnost PROBO BUS a. s. vznikla odštěpením od společnosti PROBO GROUP a. s. a byla zapsána do obchodního rejstříku 19. října 2007, do července 2008 měla sídlo v Praze na Žižkově. Od 1. května 2009 přešly na PROBO BUS a. s. autobusové linky provozované dosud PROBO TRANS BEROUN, spol. s r.o. K 1. červnu 2009 byla s PROBO BUS a. s. sloučena zanikající společnost PROBO TRANS BEROUN, spol. s r. o., jejíž jmění přitom PROBO BUS a. s. převzala. Od února 2009 patří společnost Nizozemským drahám, nejprve prostřednictvím jediného akcionáře, společnosti NedRailways CZ Holding B.V., a od května 2011 prostřednictvím Abellio Transport CZ Holding B.V. Nový vlastník dosud používá značku PROBO BUS po původním vlastníkovi, ale postupně vedle ní začíná prezentovat i značku Abellio.
V roce 2000 zvítězila PROBO TRANS BEROUN, spol. s r.o. ve veřejné soutěži na provozování MHD ve městech Beroun a Králův Dvůr, kterou do té doby provozovala společnost FEDOS, od 1. ledna 2001. Následně se zaměřila na investice do vozového parku a zázemí autobusové dopravy, na úkor dopravy nákladní. V roce 2003 uzavřela dlouhodobě smlouvy o zajišťování dopravní obslužnosti se Středočeským a Plzeňským krajem.
V roce 2002 zavedla odbavování pomocí čipových karet. Od 1. září 2004 si vzájemně uznává elektronické peněženky na čipových kartách s ČSAD Kladno.
V roce 2004 koupila dosavadní státní podnik v likvidaci ČSAD Praha-západ (bývalý dopravní závod ČSAD č. 105 v Praze na Smíchově). Z linek PID, které ČSAD Praha-západ s. p. do 31. května 2002 provozoval (173, 192, 313, 314, 315), PROBO TRANS BEROUN žádnou nepřevzal.
V roce 2008 získala firmu PROBO BUS a.s. po dvouletém jednání zprostředkovaném KPMG holandská dopravní společnost NedRailways a začlenila jej do své skupiny Abellio, která provozuje autobusovou a železniční dopravu v Nizozemí, Anglii a Německu. Do té doby by většinovým majitelem Zdeněk Procházka.
V roce 2010 PROBO BUS provozoval 70 linek v oblasti Prahy a středních, západních a jižních Čech. Na linkách provozoval 1020 spojů, 116 autobusů, roční dopravní výkon byl 8 000 000 km a téměř 6 500 000 přepravených cestujících. V roce 2006 disponovala firma PROBO TRANS BEROUN 125 autobusy a zajišťovala dopravu na 70 linkách na Berounsku, Hořovicku, Praze-západ, Rakovnicku, Rokycansku, Příbramsku a Plzeňsku. Zajišťuje i přepravu cestujících do komerční zóny Rudná a průmyslové zóny Žebrák.
V roce 2012 společnost uváděla, že zaměstnává přes 200 lidí, z toho 80 % řidičů autobusů a 20 % technicko-hospodářských pracovníků.
V dubnu 2013 ředitel Probo Bus Petr Moravec oznámil, že skupina Abellio opouští Českou republiku a dceřiné společnosti Abellio CZ, Probo Bus a PT Real nabízí k prodeji, který by se měl uskutečnit zhruba do 9 měsíců. Součástí restrukturalizace je i prodej autobusových firem v Německu a Velké Británii a soustředění se na železniční dopravu. Kroky ke koupi české pobočky Abellio učinil například Dopravní podnik měst Chomutova a Jirkova. Dne 25. října 2013 obdržel Úřad pro ochranu hospodářské soutěže návrh společnosti DB Czech Holding s.r.o., vlastněné německou společností DB Mobility Logistics AG ze skupiny Deutsche Bahn, na spojení soutěžitelů formou výlučného ovládnutí společnosti Abellio CZ a.s. včetně dceřiných společností PT REAL, spol. s r.o. a PROBO BUS a.s., zejména v oblasti autobusové dopravy. 28. listopadu 2013 se společnost stala majetkem skupiny DB pod obchodním jménem Arriva. Bezprostředně po vydání souhlasu ÚOHS noví vlastníci odvolali z představenstva Abellio CZ i Probo bus Petra Moravce a z představenstva Abellio CZ Martina Kupku a nahradili je prokuristy společnosti ARRIVA holding Česká republika s.r.o. Ivanem Procházkou a Milanem Zapletalem. Zároveň se výkonným ředitelem skupiny Arriva pro region střední a východní Evropy stal Radim Novák do roku 2012 generální ředitel Veolia Transport Česká republika. I během roku 2014 zůstal společnosti původní název, tři autobusy nově dodané v prosinci 2014 však již byly v barvách a s logem skupiny Arriva.
V prosinci 2014 byl ředitelem PROBO BUS a.s. Zdeněk Abraham a společnost uváděla, že zaměstnává 160 řidičů a 22 technicko-hospodářských pracovníků, dílenští pracovníci byli přesunuti do sesterské firmy. Ve spolupráci s úřadem práce se podnik snažil získávat pro práci řidiče autobusu i ženy, aktuálně zaměstnával jako řidičky pouze dvě.

## Autobusové linky a integrované systémy

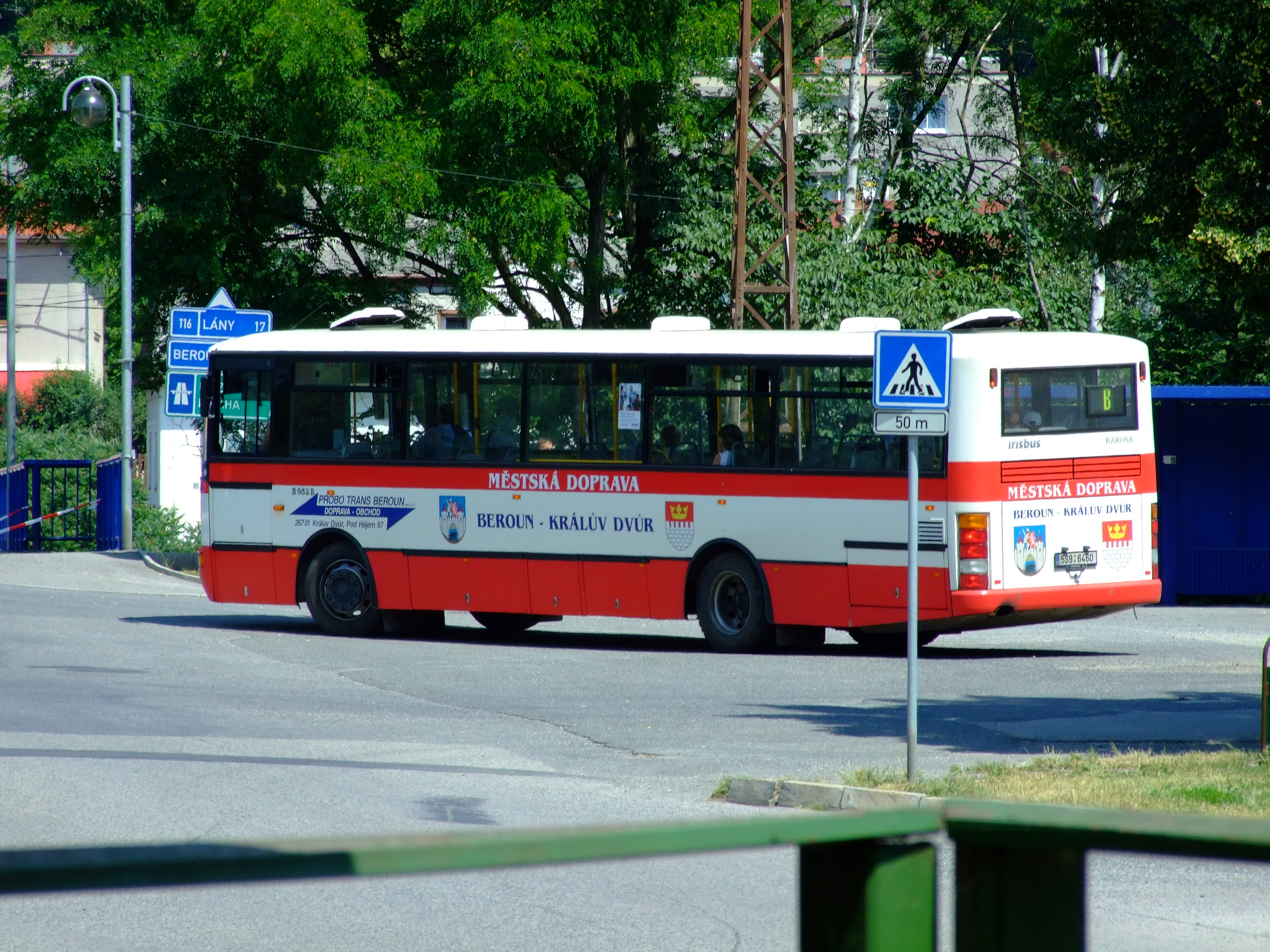
Autobus berounské a králodvorské MHD v Nižboru

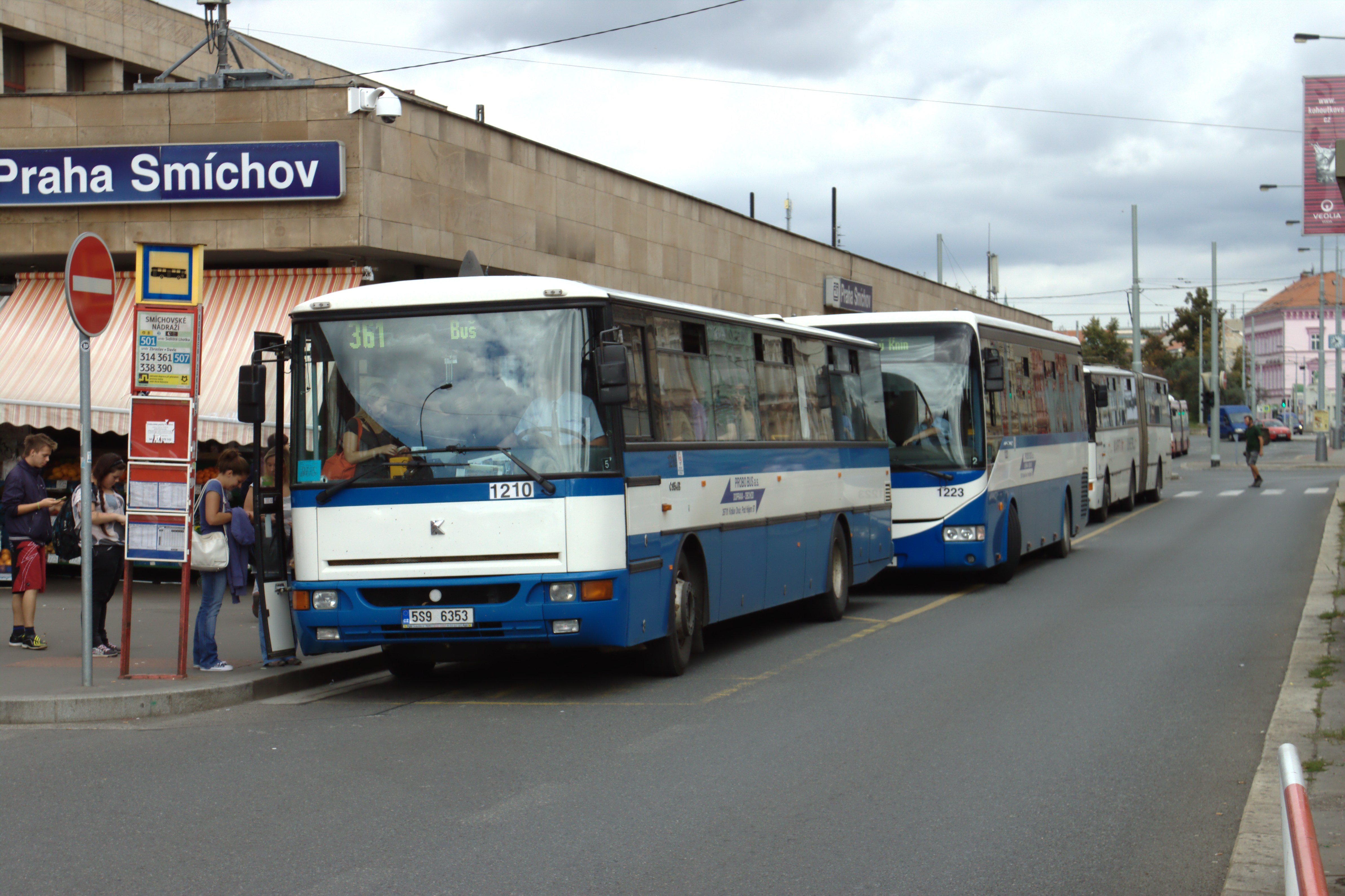
Autobusy pražské provozovny PROBO TRANS na linkách PID v Praze u smíchovského nádraží

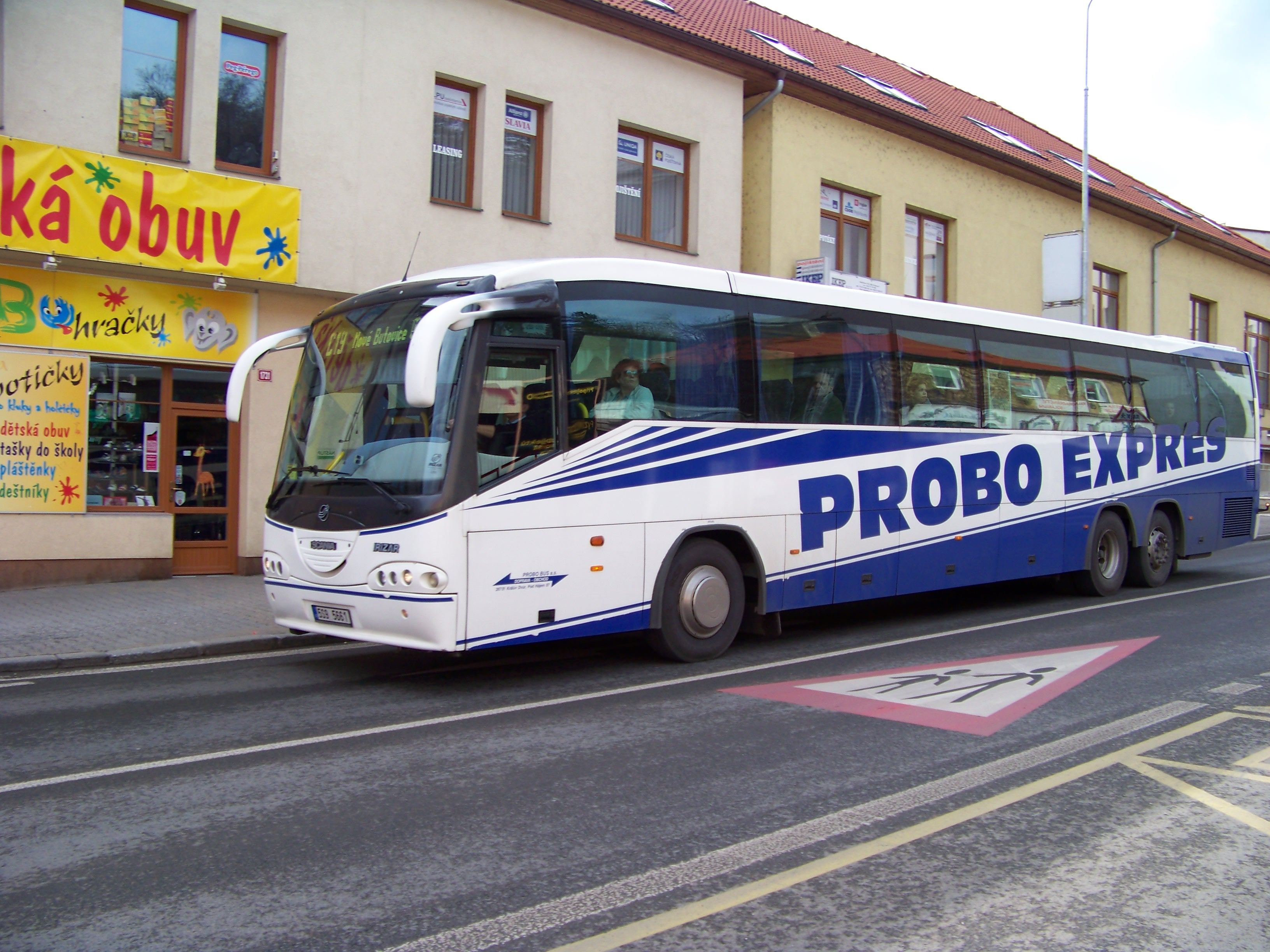
Autobus PROBO EXPRES na lince SID C20 v Berouně

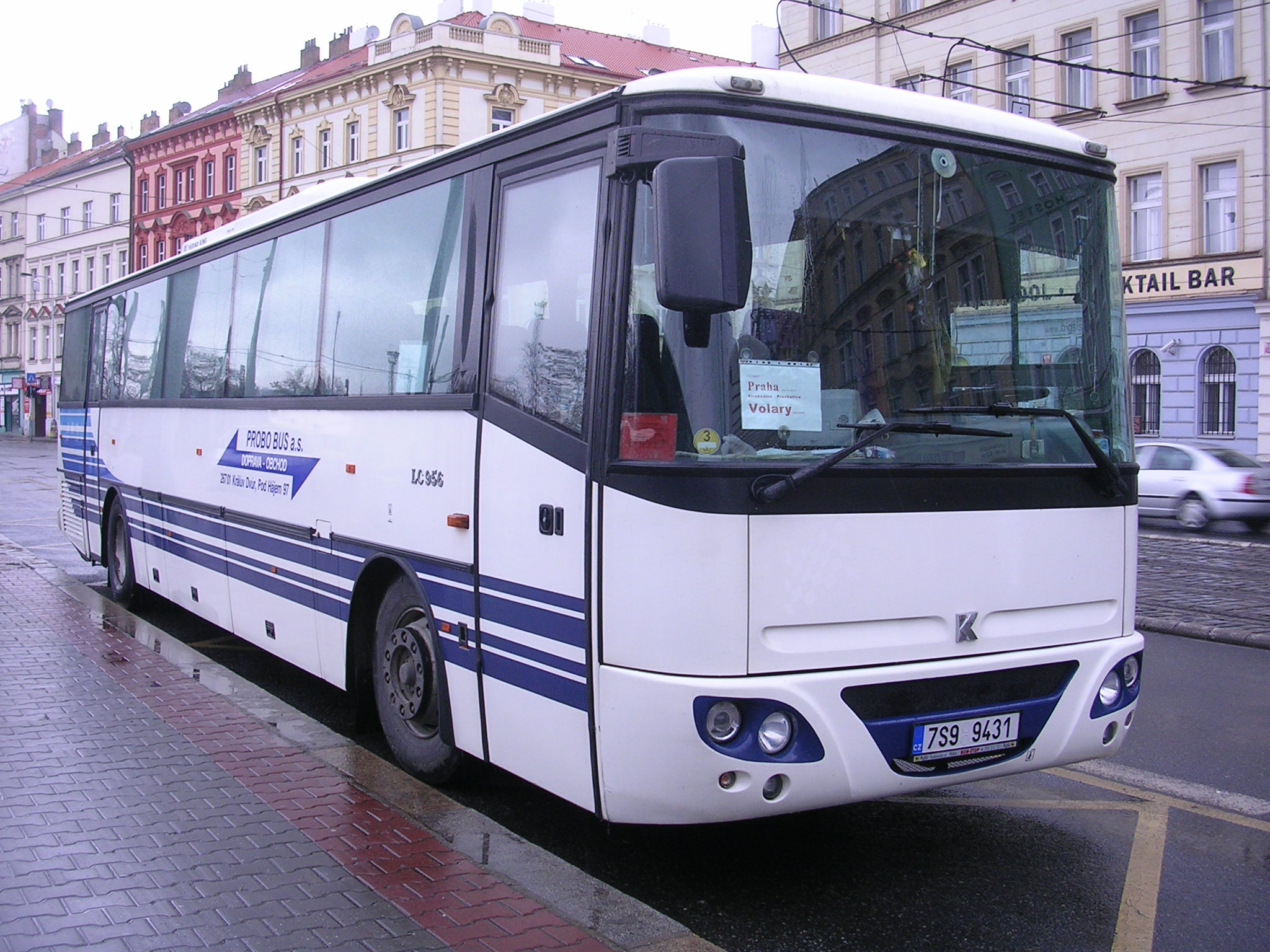
Odstavený autobus PROBO BUS a. s., označený pro dálkovou linku 137443 Praha - Strakonice - Prachatice - Volary

V městské dopravě Berouna a Králova Dvora PROBO BUS (původně PROBO TRANS BEROUN) provozuje od 1. ledna 2001 linky A (210001), B (210002), C (210003) a H (210004). Provoz MHD zajišťuje 9 vyčleněných autobusů, platí zde speciální tarif MHD, linky nejsou zařazeny do PID ani SID, krom zvláštního charakteru linky H navazující na linku PID 384.
Městská autobusová doprava v Hořovicích je tvořena linkou SID C9 (210009). Provoz zajišťují dva autobusy a je plně dotován městem, pro cestující je přeprava bezplatná.
Pražská integrovaná doprava:
- Linky 384 (Praha, Zličín – Rudná, Hořelice – Loděnice – Beroun, Hostim) a 425 (Beroun – Mořinka) vypravuje provozovna Beroun, obě linky byly zavedeny k 1. březnu 2002.[18] Linka PID č. 384 již od počátku své existence je spojena s berounskou městskou linkou H (215004) v úseku Beroun – Hostim.[19] Linka 384 od 15. června 2003 do 14. června 2010 jezdila v pracovních dnech až do zastávky Praha, Sídliště Řepy.
- Linky 361, 437 a 439 (do oblasti Štěchovicka) provozovna Praha. Linky 361 (Praha, Smíchovské nádraží - Nový Knín), 437 (Štěchovice - Nové Dvory, Krámy - Štěchovice) a 439 (Štěchovice - Nový Knín) byly zavedeny 1. července 2004 v rámci rozšíření PID.[20]
- Od 1. ledna 2016 došlo k výměně linek mezi dopravci PROBO BUS a. s. a Arriva Střední Čechy a. s. Městská linka 164 přešla z dopravce Arriva Střední Čechy na PROBO BUS, linky 361, 437 a 439 z dopravce PROBO BUS na dopravce Arriva Střední Čechy.

Od 1. ledna 2002 platí na lince 210127 z Hořovic do Plzně tarif Integrované dopravy Plzeňska. PROBO BUS a. s. má či měl do IDP začleněny pouze úseky linek:
- 210046 Hořovice – Plzeň (od 1. ledna 2001)
- 149101 Praha – Plzeň – Tachov (pouze do března 2012)
- 210035 Hořovice – Komárov – Strašice (od 1. dubna 2012)
- 470800 Strašice – Praha (od 1. dubna 2012)

S výjimkou dálkové linky Praha – Tachov spadají uvedené linky částí svých tras také do systému SID.
Od 2. ledna 2005 byly první linky zařazeny do systému Integrovaná doprava Berounska, do nějž spadaly v první fázi pouze vybrané autobusové linky PROBO TRANS BEROUN a tzv. integrace spočívala v zónovém tarifu. Od 28. května 2006 a v průběhu roku 2006, především 10. prosince 2006, byla podstatná část linek dopravce označena zkrácenými čísly v rámci Středočeské integrované dopravy, přičemž zpočátku část těchto čísel nekorespondovala s šesticifernými čísly linek. V listopadu 2012 neslo zkrácené označení SID kolem 46 linek dopravce.
V dálkové dopravě se dopravce specializuje zejména na linky z Prahy do jižních a západních Čech. V roce 2012 provozuje dálkové linky:
- 136440 Praha – Krásná Hora n.Vlt. – Milevsko
- 136442 Praha – Písek
- 136443 Praha – Orlík nad Vltavou – Písek
- 136444 Praha – Sedlčany – Petrovice – Milevsko
- 137441 Praha – Blatná – Strakonice – Vimperk – Kvilda/Strážný
- 137442 Praha – Strakonice – Stachy
- 137443 Praha – Strakonice/Písek – Prachatice – Volary – Černá v Pošumaví
- 140100 Praha – Plzeň – Domažlice – Babylon
- 143101 Praha – Plzeň – Klatovy – Nýrsko – Železná Ruda
- 143442 Praha – Strakonice – Sušice – Soběšice/Kašperské Hory – Modrava
- 149101 Praha – Plzeň – Tachov

V roce 2004 PROBO TRANS BEROUN zahájil mezinárodní linkovou dopravu do Německa a na Slovensko.
- 000322 Praha – Teplice – Berlin – Hamburg
- 000323 Praha – Plzeň – München
- 603702 (SK) / 000365 (CZ) Brezno – Banská Bystrica – Prievidza – Brno – Praha (společně s SAD Banskobystrická dopravná spoločnosť, a.s.)[23]

V roce 2012 byl provoz na všech těchto mezinárodních linkách zastaven, údajně dočasně.
PROBO BUS od 1. ledna 2014 převzal na základě výběrového řízení po dosavadním dopravci (Hotliner) provozování tzv. nákupních autobusových linek:
- 103 104 IKEA: Zličín - IKEA Zličín - Zličín (k 1. 2. 2014 byla linka zrušena a nahrazena prodloužením části spojů linky PID č. 180)[26]
- 103 105 GLOBUS: Zličín - Globus Zličín - Zličín
- 103 116 IKEA: Černý Most - IKEA Černý Most

Za rok 2013 autobusy společnosti PROBO BUS přepravily podle výkazů více než 5,5 milionu cestujících a ujely přes 7 milionů
kilometrů, z toho 6,2 milionu km meziměstská a regionální doprava, kolem půl milionu km městská a půl milionu km zájezdová. V pracovní den vykonávaly autobusy 1303 spojů.

## Provozovny a vozový park
V prosinci 2014 jezdilo 127 autobusů PROBO BUSU, z toho 124 pro veřejnou dopravu a 3 zájezdové. Z provozovny Králův Dvůr jich vyjíždělo 52, z provozovny v Hořovicích 46, z provozovny v Praze 29. V prosinci 2014 bylo průměrné stáří vozového parku 7,4 roku a společnost chtěla obnovovat průměrně 6 až 10 autobusů ročně.
K 1. lednu 2015 se čtvrtou provozovnou PROBO BUS měla stát provozovna RDS bus s. r. o. v Babylonu u Domažlic.
PROBO BUS tradičně každoročně pořádá v králodvorské provozovně den otevřených dveří, na němž prezentuje nejen svou každodenní činnost a používaný vozový park, ale i svůj historický autobus Škoda 706 RTO LUX z roku 1968 či 1969, pravidelně zde hostuje též zrenovovaný Karlštejnbus soukromého vlastníka.